# Reszniwka (rejon starokonstantynowski)
Reszniwka (ukr. Решнівка, hist. pol. Rześniówka) – wieś na Ukrainie, w obwodzie chmielnickim, w rejonie starokonstantynowskim.

## Dwór
Piętrowy dwór, wybudowany w latach 1780-90 przez Kaliksta Poniński na podobieństwo do średniowiecznego kasztelu. Budowę dokończyli Czeczelowie wznosząc spory piętrowy budynek z kwadratową dwupiętrową wieżą u podstawy z prawej strony. Dwór przebudował Bronisław Pruszyński. Do 1920 jedna z siedzib rodowych polskiej rodziny Pruszyńskich. We dworze najokazalsza była sala matejkowska - z długim na całą ścianę obrazem Matejki, przedstawiającym Sejm wielki. W miejscowym kościele ochrzczono Ksawerego oraz Mieczysława Pruszyńskich.